# Obere Sachsenburg
Die Obere Sachsenburg ist eine Burgruine bei Sachsenburg, einem Ortsteil der Stadt und Landgemeinde An der Schmücke im Kyffhäuserkreis in Thüringen.
Von der mittelalterlichen Burg sind noch der Bergfried sowie die Ruine des Palas erhalten.

## Geographische Lage
Die Ruine der Spornburg befindet sich nördlich oberhalb des gleichnamigen Orts auf der Ostsüdostabdachung des Höhenzugs Hainleite. Im Wald hoch über der von der Unstrut durchflossenen Thüringer Pforte ist sie etwa 450 m nordwestlich der Unteren Sachsenburg (auch Hakenburg genannt) gelegen.

## Geschichte
Die Burg dürfte in der zweiten Hälfte des 13. Jahrhunderts vom Grafen Siegfried von Anhalt (reg. 1252–1298)  erbaut worden sein. Dieser hatte nach dem Tode des letzten Ludowingers, Landgraf Heinrich Raspe IV. (1241–1247) im sogenannten Thüringisch-hessischen Erbfolgekrieg auch Teile der Pfalzgrafschaft Sachsen besetzt.
Nachweislich der vorliegenden Funde hatte die Burg einen fränkischen Vorgängerbau aus dem 7. und 8. Jahrhundert. Die Burg sicherte den Zugang in das zentrale Thüringer Becken und diente der Verstärkung der bereits im 12. Jahrhundert errichteten Unteren Sachsenburg.
Ob die im Weißenfelser Vertrag von 1249 festgelegte Schleifung der Burg Saxinberg tatsächlich erfolgte, ist zweifelhaft. 1287 muss die Burg nämlich vorhanden gewesen sein, denn sie wurde erfolgreich gegen Adolf I. von Nassau (1277–1298) verteidigt. 1319 wurde urkundlich erstmals zwischen der Oberen und der Unteren Sachsenburg unterschieden.
Durch die Heirat Dietrich von Hohnstein mit Sophia von Anhalt kam die Burg 1316 an die Grafen von Hohnstein. Ebenfalls durch Heirat kam die Burg von 1335 bis 1407 an die Grafen Beichlingen. Ab 1407 war die Burg Eigentum der wettinischen Landgrafen von Thüringen und Herzöge von Sachsen. Im Gegensatz zur Hakenburg blieb die obere Burg jedoch außerhalb des Bezirks des Amts Sachsenburg und wurde 1539 von Herzog Georg von Sachsen an die in Kannawurf ansässige Familie von Bendeleben verliehen, die sie bis zum Dreißigjährigen Krieg bewohnte. Sie verblieb bis zu deren Aussterben im Jahre 1825 im Besitz der Familie von Bendeleben.
Um 1640 wurde die baufällige Anlage aufgegeben. 1890 wurde in die Ruine des Palas eine Gaststätte gebaut, die 1945 ausbrannte. Am 15. April 1992 wurde der Sachsenburgenverein gegründet, der sich ausschließlich um den Erhalt und die Sicherung der Burgruinen der Oberen und Unteren Sachsenburg widmet. Seit 2002 befinden sie sich im Besitz der Stiftung Thüringer Schlösser und Gärten.

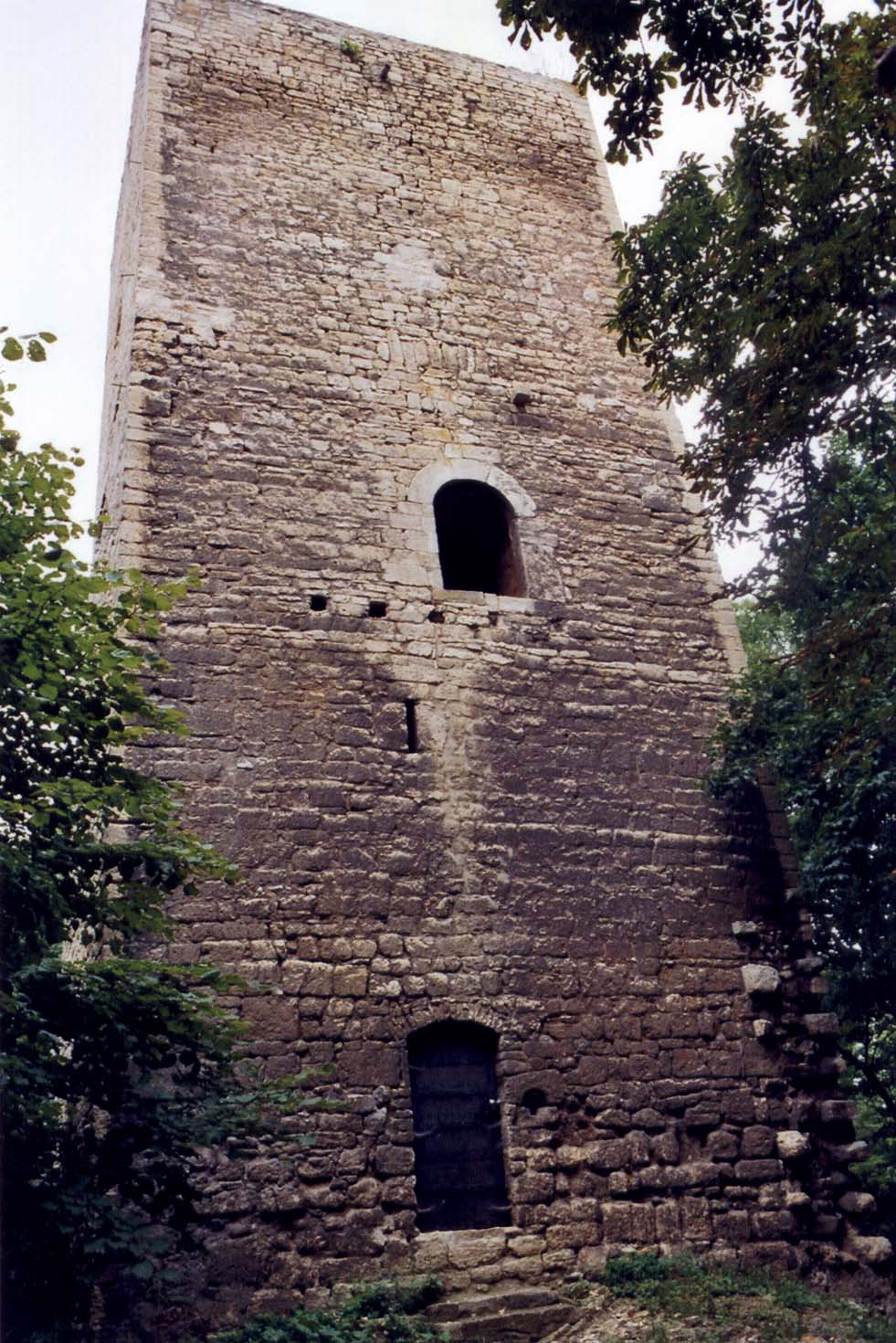
Bergfried (2005)
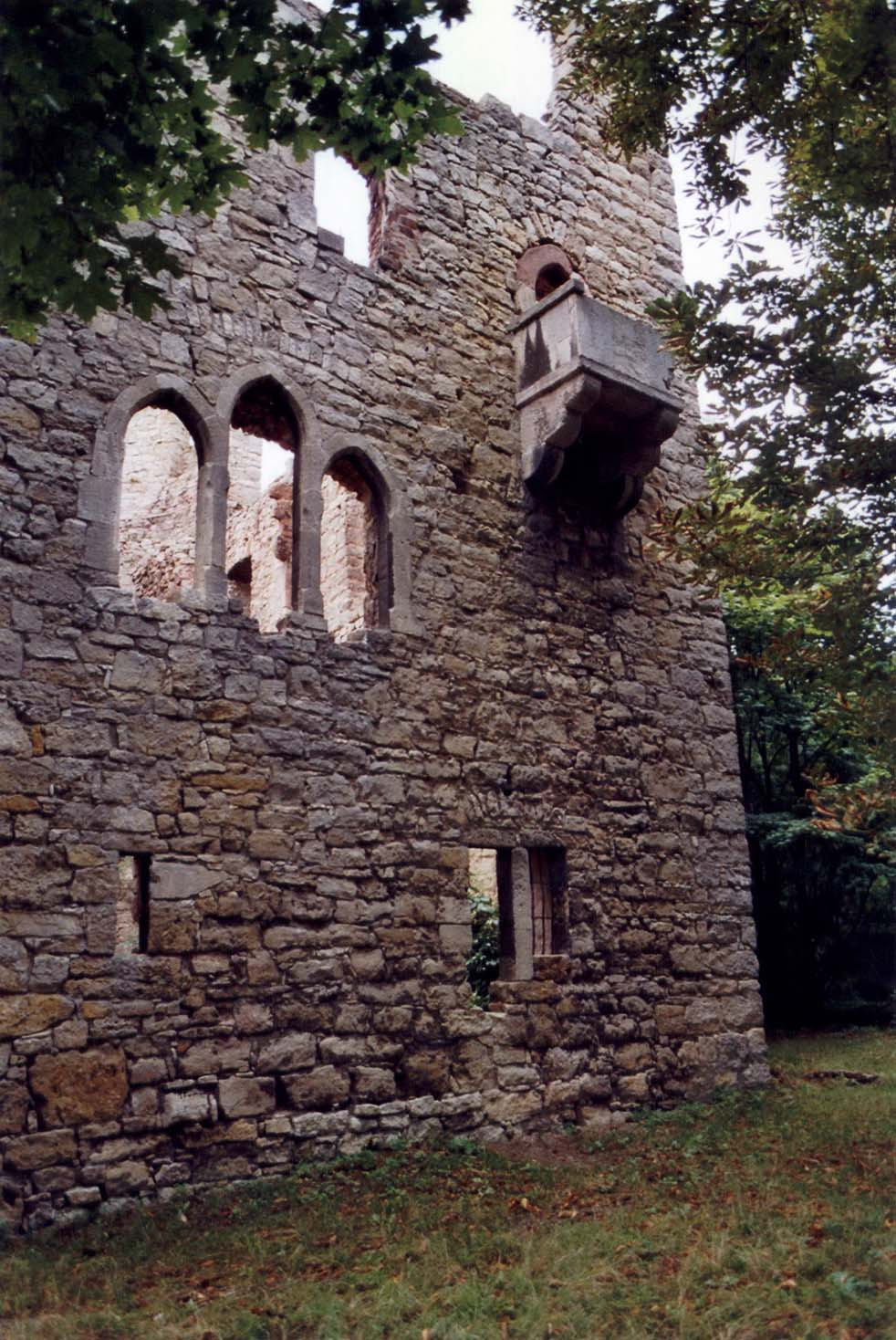
Nordseite des Palas (2005)
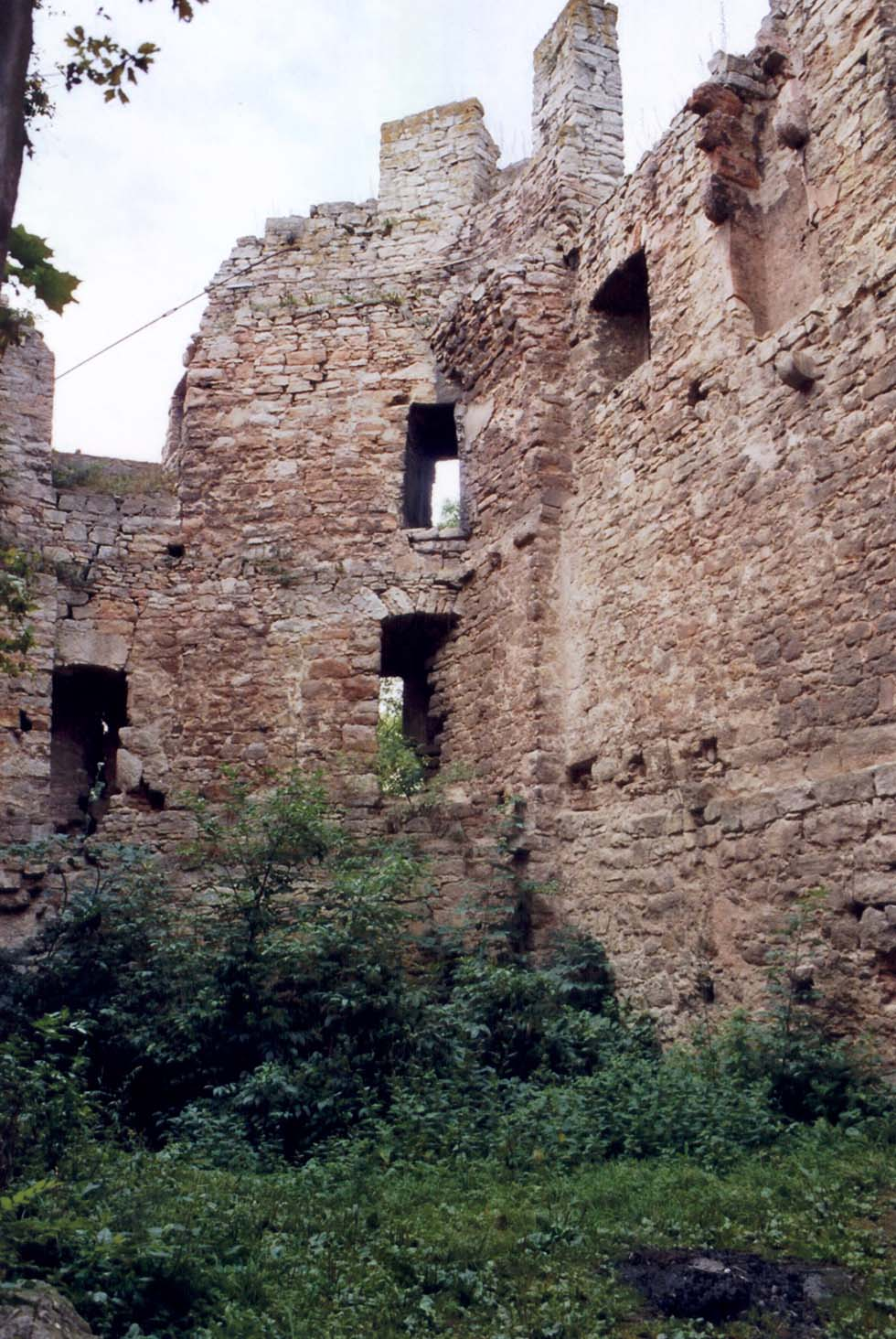
Innenraum des Palas (2005)